# امرضح

تعديل مصدري - تعديل

امرضح هي إحدى قرى عزلة جيشان بمديرية جيشان التابعة لمحافظة أبين، بلغ تعداد سكانها 141 نسمة حسب تعداد اليمن لعام 2004.